# 8138 Craigbowers
8138 Craigbowers eller 1980 FF12 är en asteroid i huvudbältet som upptäcktes den 20 mars 1980 av Perth-observatoriet. Den är uppkallad efter Craig Bowers.
Asteroiden har en diameter på ungefär 3 kilometer.